# Meniscomorpha gamezi
Meniscomorpha gamezi là một loài tò vò trong họ Ichneumonidae.